# Family Affair (Sly & the Family Stone)
Family Affair è un singolo del gruppo funk Sly & the Family Stone, pubblicato nel 1971.

## Il brano
Considerata da molti esperti e critici musicali la migliore canzone della band, Family Affair ha influenzato con il suo sound particolare la musica pop-funky statunitense e mondiale delle generazioni seguenti. È annoverata alla posizione 138 delle migliori canzoni di tutti i tempi secondo la rivista Rolling Stone.

## Tracce
- 7"

1. Family Affair
2. Luv N' Haight

## Cover
Tra gli artisti che hanno realizzato la cover del brano vi sono Shabba Ranks feat. Patra & Terri & Monica, Janet Jackson, John Legend con Joss Stone e Van Hunt, Christian McBride e MSFB.